# کالج سن پل، ماکائو
کالج سن پل، ماکائو (پرتغالی: Colégio de São Paulo) دانشگاهی بود که در سال ۱۵۹۴ در ماکائو توسط یسوعی‌ها در خدمت امپراتوری پرتغال تحت معاهده پادروادو تأسیس شد. این دانشگاه مدعی عنوان اولین دانشگاه غربی در شرق آسیا است.